# Long Way from Home (álbum de Asia)
Long Way from Home es el segundo EP de la banda británica de rock progresivo Asia y fue publicado en 2005. Fue relanzado en el 2007 por la misma discográfica.
Este EP contiene los temas «Long Way from Home», «What About Love» y «Silent Nation» del álbum de estudio Silent Nation publicado en 2004, aunque se repite en dos ocasiones la canción «Long Way from Home», pero en versiones distintas, una en edición de radio y la otra en versión acústica.

## Lista de canciones
Todas las canciones fueron escritas por John Payne y Geoffrey Downes

| Side one |                                         |          |  |
| N.º      | Título                                  | Duración |  |
| 1.       | «Long Way from Home» (edición de radio) | 3:30     |  |
| 2.       | «What About Love» (edición de radio)    | 4:19     |  |
| 3.       | «Silent Nation» (acústico)              | 5:43     |  |
| 4.       | «Long Way from Home» (acústico)         | 5:55     |  |

## Formación
- John Payne — voz principal y bajo
- Geoff Downes — teclado
- Chris Slade — batería
- Guthrie Govan — guitarra